# Bindu (actrice)
Bindu (Valsad, 17 januari 1951) is een Indiaas actrice die voornamelijk in Hindi films speelt.

## Biografie
Bindu startte haar carrière op 12-jarige leeftijd in de Hindi film Anpadh, ze was veelal te zien als danseres in films, haar inspiratie was actrice Helen. Ook staat ze bekend om haar rollen als de gemene schoonmoeder. In film als Abhimaan, Kati Patang en Biwi Ho Toh Aisi laat ze zien dat ze een veelzijdige actrice is. Ze is de laatste jaren minder vaak in films te zien omdat ze selectief is en geen genoegen neemt met een bijrolletje.
Haar laatste films zijn de Bhojpuri film Dushman Ke Khoon Paani Hai en de Telugu film Panchabhoothalu Sakshiga (2014).
Ze heeft in 60 jaar tijd in meer dan 250 films een rol vertolkt.